# Whitehead-schakel

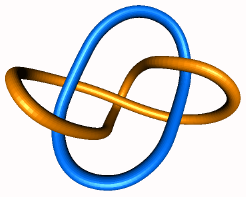
De Whitehead-schakel

In de knopentheorie, een deelgebied van de wiskunde, is de Whitehead-schakel, gevonden door J.H.C. Whitehead, een van de meest basale schakels.
J.H.C. Whitehead besteedde een groot deel van de jaren dertig van de twintigste eeuw aan een zoektocht naar een bewijs voor het vermoeden van Poincaré. In 1934 gebruikte hij, wat nu de Whitehead-schakel wordt genoemd, als een onderdeel van zijn constructie van de ook naar hem genoemde Whitehead-variëteiten, met behulp waarvan zijn eerdere, vermeende bewijs van het vermoeden van Poincaré werd weerlegd.

## Wiskundige structuur
De Whitehead-schakel wordt geconstrueerd uit twee projecties van de triviale knoop: een cirkelvormige lus en een cijfer-acht vormige lus (dat wil zeggen een lus, waarop een Reidemeister type I-beweging is toegepast), beide zo ineengestrengeld zijn, dat zij onscheidbaar zijn en ook hun vorm niet kunnen verliezen. Het geval uitsluitend waar de cijfer-acht-vormige lus zichzelf doorsnijdt, heeft de Whitehead-schakel vier kruisingen. Omdat iedere onderhandse kruising hier gepaard gaat met een overhandse kruising, is het schakelgetal van de Whitehead-schakel gelijk aan 0. De Whitehead-schakel is niet isotoop met de triviale schakel, maar is wel schakelhomotopisch met de triviale schakel.
In de notatie van de vlechttheorie wordt de Whitehead-schakel geschreven als 
{\displaystyle \sigma _{1}^{2}\sigma _{2}^{2}\sigma _{1}^{-1}\sigma _{2}^{-2}.\,}
De Jones-veelterm van de Whitehead-schakel is 
{\displaystyle V(t)=t^{-{3 \over 2}}(-1+t-2t^{2}+t^{3}-2t^{4}+t^{5}).}